# Насонова, Елена Викторовна
Елена Викторовна Насонова (род. 3 мая 1965 года) — российский искусствовед, член-корреспондент РАХ (2012).

## Биография
Родилась 3 мая 1965 года, живёт и работает в Москве.
В 1988 году — закончила Всесоюзный финансово-экономический институт.
В 2005 году — окончила Академию переподготовки работников искусства, культуры при Министерстве культуры Российской Федерации по программе «Искусствоведение. Теория и история искусства».
Работала ведущим научным сотрудником — хранителем фондов художественных произведений (2003—2004), заведующей отделом фондов художественных произведений (2004—2006), главным хранителем (2006—2019) Московского музея современного искусства.
С 2015 по 2017 годы — вела педагогическую деятельность в Бизнес-школе RMA «Арт-менеджмент и галерейный бизнес».
С 2019 по 2022 годы — главный хранитель Российской академии художеств.
В 2012 году — избрана членом-корреспондентом Российской академии художеств от Отделения искусствознания и художественной критики.
Основные научно-выставочные проекты: «Разговор руками» в Московском музее современного искусства (коллекция Генри Буля, 2006—2007), передвижная выставка «Весна русского авангарда» в Японии (2008—2009), «Александра Экстер. Ретроспектива» в Московском музее современного искусства (2010), «Искусство 20 века. Избранное» в Московском музее современного искусства (2012), «Театр Веры Мухиной. Неизвестные страницы творчества скульптора» в Московском музее современного искусства (2012), «Нико Пиросмани» (2015).

## Награды
- Премия Правительства Москвы (2018) — за вклад в развитие культуры

Награды РАХ
- Благодарность за участие в подготовке и организации выставки «Весна русского авангарда» в Японии (2008)
- Медаль Российской академии художеств «За заслуги перед Академией» (2012)